# Mystery Flesh Pit National Park
Il Mystery Flesh Pit National Park è un progetto online di evoluzione speculativa e storia alternativa creato dall'artista Trevor Roberts e composto da narrativa testuale e da manipolazione fotografica. Il progetto ruota attorno all'immaginario "Mystery Flesh Pit National Park", descritto come un parco nazionale degli Stati Uniti inaugurato negli anni '80. La "fossa" (pit in inglese) è raffigurata come un enorme organismo sotterraneo (erroneamente definito superorganismo) di dimensioni insondabili e dall'anatomia misteriosa, scoperto durante la metà degli anni '70 vicino alla immaginaria città di Gumption, in Texas. Un evento importante nella cronologia del progetto è un catastrofico disastro naturale e artificiale che ha avuto luogo nel 2007, comportando la chiusura permanente del parco al pubblico. La trama del progetto si svolge quindi attraverso una retrospettiva storica del parco da parte di un appassionato.

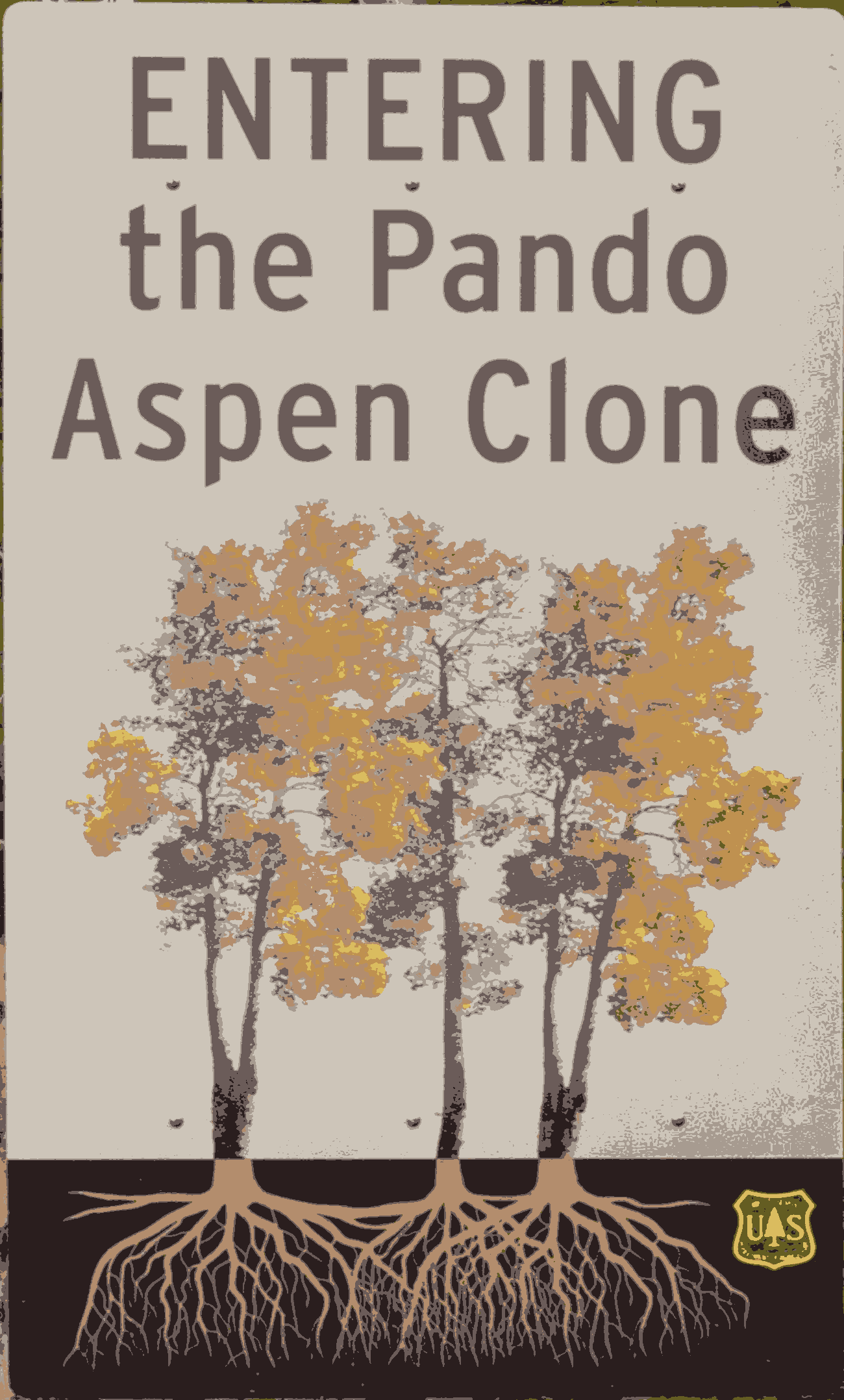
Roberts si è ispirato allo stile graficamente asciutto delle pubblicazioni governative, come questa segnaletica per l'albero gigante Pando

Un'immagine del Mystery Flesh Pit National Park è stata pubblicata per la prima volta su Reddit nel 2019 dall'artista Trevor Roberts. La fossa nell'immagine è modellata su un melone in decomposizione che Roberts ha trovato sul posto di lavoro nel 2019, modificandolo digitalmente insieme ad una foto del Big Hole, una miniera a cielo aperto a Kimberley, in Sudafrica. L'immagine risultante è stata poi stilizzata da Roberts per avere l'aspetto di un poster dei parchi nazionali WPA. Dalla quel momento Roberts ha iniziato a pubblicare lettere, diagrammi, poster, pubblicità e altri materiali di fantasia che emulano lo stile delle pubblicazioni del National Park Service, e che espandono ulteriormente la storia della Mystery Flesh Pit. I documenti e i post pubblicati da Roberts riguardo alla Mystery Flesh Pit combinano satira e orrore.

## Trama
Negli anni '70, l'equipaggio di una piattaforma di perforazione nel Texas occidentale si imbatté in un cratere appena fuori dalla città immaginaria di Gumption, in Texas. Le operazioni di perforazione all'interno e attorno a questo cratere non portarono alla luce acqua potabile o petrolio, ma fecero riaffiorare sangue e carne. L'esplorazione del sito rivelò che si trattava di un'enorme creatura sotterranea nota come Permian Basin Superorganism (PBSO). Il cratere fu presto commercializzato dalla Anodyne Deep Earth Mining come destinazione turistica, finché il luogo non fu annesso al National Park Service e ribattezzato "Mystery Flesh Pit National Park". Il parco rimase operativo per circa trent'anni, prima di essere chiuso a causa degli eventi del 4 luglio 2007. Durante i festeggiamenti serali, la pioggia e un guasto elettrico fecero sì che il PBSO "inghiottisse" le strutture all'interno del parco per poi vomitarle. Si dice che l'incidente abbia causato la morte di oltre 750 persone.

### Evoluzione speculativa
Il PBSO ospita un'ampia varietà di strutture "geo-biologiche" che furono destinazioni escursionistiche popolari durante il mandato del parco. Gli esempi includevano le foreste bronchiali, o i polmoni, i mari gastrici, o le aree digestive, la gola dell'organismo e organi più esotici come i "baccelli di zavorra", che contenevano un potente afrodisiaco e venivano gestiti dal parco come piante calde. All'interno del PBSO vive un ecosistema troglobio di organismi, completamente tagliato fuori dal resto del mondo. La maggior parte della fauna del parco comprende artropodi, echinodermi, molluschi, cnidari, vermi e diverse specie di vertebrati. La quantità di organismi originariamente marini nel PBSO suggerisce che il superorganismo sia vissuto nell’oceano, durante le prime fasi della sua vita. Esempi di alcune delle cosiddette "faune intrafossa" includono:
- "Abyssal Copepod": un grande artropodo simile a un aracnide che poteva crescere fino a oltre 6 metri (20 piedi) e possedeva mani e braccia simili a quelle umane
- "Gigantipede": un enorme miriapode artropleurideo che aveva sviluppato una dieta carnivora
- "Gasp Owl": un vertebrato simile a un uccello che aveva sviluppato in modo convergente uno stile di vita simile a insetti come effimere e cicale
- "Amorphous Shame": un parente altamente derivato delle donnole che aveva perso la maggior parte della pelle, degli occhi e di altri organi
- "Macrobatteri": una raccolta diversificata di diverse specie e sottospecie di echinodermi terrestri di varie dimensioni, alcuni delle quali conducevano uno stile di vita altamente sociale
- "Mesogleal Tridecapod": una specie unica di artropodo che aiutava a filtrare i parassiti dannosi dalle arterie e dai vasi sanguigni del parco
- "Venous Shamble", una specie unica di cefalopode che possedeva dozzine di lunghe braccia simili a viticci

L'esempio più bizzarro di fauna nel PBSO era la "fauna superficiale composta"; una fusione anatomica di animali di superficie (cervi, coyote, etc.) e umani, che si fondevano insieme a causa di un bizzarro fenomeno che si verificava nel parco.